# Wallfahrtskirche Heiligenstatt

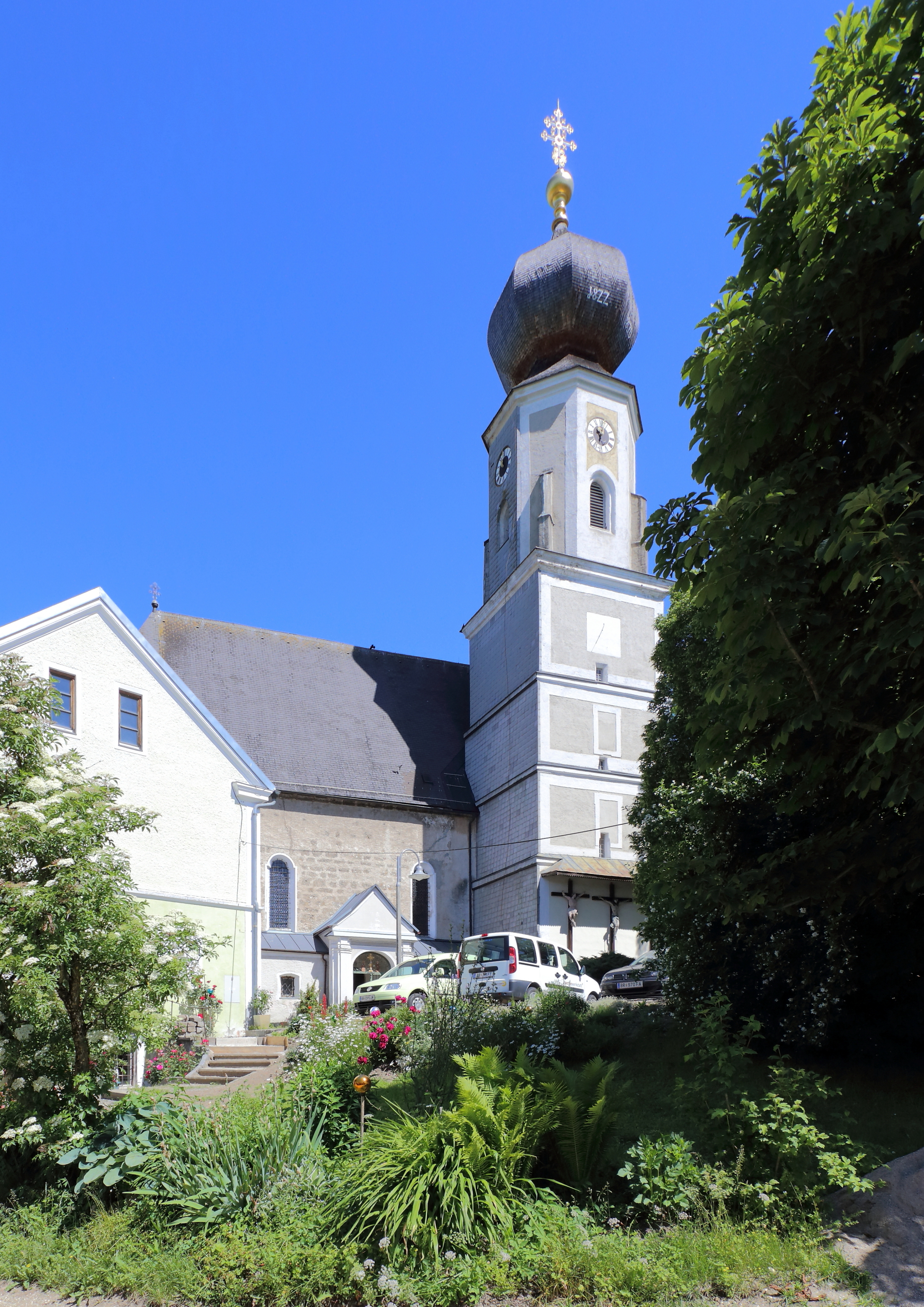
Katholische Filial- und Wallfahrtskirche hl. Matthäus in Heiligenstatt in Lengau

Die Wallfahrtskirche Heiligenstatt steht in einer Hanglage an der Straße von Straßwalchen nach Mattighofen in Heiligenstatt in der Gemeinde Lengau im Bezirk Braunau am Inn in Oberösterreich. Die dem Patrozinium hl. Matthäus unterstellte römisch-katholische Filial- und Wallfahrtskirche gehört zum Dekanat Mattighofen in der Diözese Linz. Der Kirche steht unter Denkmalschutz (Listeneintrag).

## Geschichte

### Gründungslegenden
Um 1400 fand laut Gründungslegende eine Frau im Wald eine Hostie. Sie ließ sie liegen und meldete den Fund auf der Burg Friedburg, deren Herr Hans Kuchler daraufhin mit Stiftsherren von Mattighofen zu der Stelle aufbrach. Als die Hostie sich auf keine Weise aufheben ließ, gelobten sie, am Ort des Fundes eine Kirche zu Ehren des Altarsakraments zu errichten.
1428 erfolgte durch den Herzog Heinrich von Bayern eine Ewig-Licht-Stiftung.
Weiter erzählt die Legende, Hans Kuchler habe 1434 einen Kreuzpartikel aus dem Heiligen Land mitgebracht. Er wollte die kostbare Reliquie zwischen der Heiligenstätter Kirche und dem Kollegiatstift Mattighofen aufteilen, aber beim Versuch, sie zu zerteilen, strömte Blut aus ihr. Dadurch entstand ab 1434 ein bedeutender Wallfahrtszustrom. Aufgrund der Stiftungslegende mit dem blutenden Kreuzpartikel wurde die Kirche bis um 1750 Zum heiligen Blut genannt. Die Votivbilder befinden sich heute im Oberösterreichischen Landesmuseum.

### Baugeschichte
Die Filialkirche gehörte bis 1438 zur Pfarrkirche Schalchen, bis um 1440 zum Kollegiatstift Mattighofen, dann bis 1939 zur Pfarrkirche Lengau und seit 1940 zur Pfarrkirche Friedburg. Bis 1785 gehört die Kirche zum Bistum Passau und seither zur Diözese Linz.
Mit dem gotischen Kirchenbau über mehrere Bauphasen wurde nach 1400 begonnen. 1728 wurde die Kirche als baufällig beschrieben, so folgte eine barocke Erneuerung des Gewölbes mit Wandmalerei 1731, sowie an der Südwand des Langhauses über dem ehemaligen Beinhaus der Anbau einer Vorhalle und der Anbau eines Treppenaufganges zur Empore, die Sakristei wurde umgebaut.

## Architektur
Der gotische Kirchenbau unter einem steilen Satteldach hat einen eingezogenen Chor mit einem Dreiachtelschluss flankiert von einem mächtigen Südturm und einem nördlichen Sakristeianbau.

## Ausstattung
Den Hochaltar als Marienaltar schuf von 1755 bis 1757 der Bildhauer Johann Jakob Schnabl mit den Schreinern Egyd und Joseph Stecher unter Verwendung von Figuren des vorher gotischen Altares.
Die Orgel aus dem zweiten Viertel des 17. Jahrhunderts wurde 1836 renoviert und 1961 restauriert. Das dreiteilige Gehäuse mit Sprenggiebeln und einem überhöhten Mittelteil hat ein siebenteiliges Prospekt. Das Werk wurde 1967 mit der Orgelbaufirma Reinisch-Pirchner aus Steinach am Brenner erneuert.